# Holger Badstuber
Holger Badstuber (Memmingen, Baviera, 13 de març de 1989) és un futbolista alemany que juga com a defensa central, encara que també ho ha fet de lateral per la banda esquerra, en el VfB Stuttgart de la segona lliga alemanya. Posseeix una gran habilitat per a les rematades a pilota parada.
Inicialment es pensava que amb els nous jugadors que s'havien portat a l'equip, Louis Van Gaal anava a posar en la banqueta a la jove estrella; però s'oblidava d'un gran detall, el qual era que no posseïa un lateral per la banda dreta; sent això pel que va llevar Philipp Lahm de la banda esquerra i el va posar a la seua posició original, la de lateral dretà; deixant el lloc de l'esquerra lliure a la jove estrella alemanya.

## Internacional
Ha estat internacional amb la selecció de futbol d'Alemanya ha jugat 2 partits internacionals.

### Participacions en Copes del Món
| Mundial                        | Seu        | Resultat |
| ------------------------------ | ---------- | -------- |
| Copa Mundial de Futbol de 2010 | Sud-àfrica |          |

## Clubs
| Club               | País     | Any         |
| ------------------ | -------- | ----------- |
| Bayern de Múnic II | Alemanya | 2002 - 2009 |
| Bayern de Múnic    | Alemanya | 2009        |